# Syngnathus louisianae
Syngnathus louisianae és una espècie de peix de la família dels singnàtids i de l'ordre dels singnatiformes.

## Morfologia
- Els mascles poden assolir 38 cm de longitud total.[1][2]

## Reproducció
És ovovivípar i el mascle transporta els ous en una bossa ventral, la qual es troba a sota de la cua.

## Hàbitat
És un peix marí de clima subtropical i associat als esculls de corall.

## Distribució geogràfica
Es troba des de Virgínia (Estats Units), Bermuda i el nord del Golf de Mèxic fins a Campeche (Mèxic) i Jamaica. És absent de les Bahames.